# USS Maddox (DD-622)
USS Maddox (DD-622) là một tàu khu trục lớp Gleaves được Hải quân Hoa Kỳ chế tạo trong Chiến tranh Thế giới thứ hai. Nó đã tham gia trong Thế Chiến II cho đến khi bị không kích đánh chìm ngoài khơi Sicily năm 1943. Nó là chiếc tàu chiến thứ hai của Hải quân Hoa Kỳ được đặt theo tên Đại úy William A. T. Maddox (1814-1889) thuộc lực lượng Thủy quân Lục chiến, người từng tham gia cuộc Chiến tranh Mexico-Hoa Kỳ.

## Thiết kế và chế tạo
Maddox được chế tạo tại xưởng tàu của hãng Federal Shipbuilding and Drydock Company ở Kearny, New Jersey. Nó được đặt lườn vào ngày 7 tháng 5 năm 1942; được hạ thủy vào ngày 15 tháng 9 năm 1942, và được đỡ đầu bởi bà Ellen-Venita Browning Wilhoit Gay, chắt của Đại úy Maddox. Con tàu được cho nhập biên chế cùng Hải quân Hoa Kỳ vào ngày 31 tháng 10 năm 1942 dưới quyền chỉ huy của Thiếu tá Hải quân Eugene S. Sarsfield.

## Lịch sử hoạt động
Sau khi hoàn tất chạy thử máy, Maddox khởi hành từ New York vào ngày 2 tháng 1 năm 1943 để đi Norfolk, Virginia, nơi nó làm nhiệm vụ hộ tống vận tải. Sau hai chuyến hộ tống các tàu chở dầu đi lại giữa Norfolk và các trung tâm lọc dầu tại Galveston, Texas và Aruba, nó bắt đầu một loạt các chuyến vượt Đại Tây Dương, hộ tống các đoàn tàu đi từ New York] và Norfolk đến Bắc Phi.
Vào ngày 8 tháng 6, Maddox khởi hành từ Norfolk để đi Oran, Algérie, nơi nó gia nhập Lực lượng Đặc nhiệm 81 để tham gia Chiến dịch Husky, cuộc đổ bộ của lực lượng Đồng Minh lên Sicily, Ý. Khi lực lượng tấn công mở màn Trận đổ bộ Gela vào ngày 10 tháng 7, nó tuần tra chống tàu ngầm ở cách bờ khoảng 16 nmi (30 km). Di chuyển một mình, nó bị một máy bay ném bom bổ nhào của Không quân Đức tấn công. Một quả bom đã đánh trúng hầm đạn phía sau của Maddox, khiến con tàu bị lật úp và đắm chỉ trong vòng hai phút, ở tọa độ 36°52′B 13°56′Đ / 36,867°B 13,933°Đ. Hạm trưởng, Thiếu tá Sarsfield, đã được truy tặng Huân chương Chữ thập Hải quân do hành động dũng cảm trong lúc chỉ huy việc bỏ tàu, góp phần cứu được 74 người trong số thành viên thủy thủ đoàn. Họ không chỉ sống sót qua vụ đắm tàu, mà còn thoát khỏi bị bắn phá càn quét của chiếc máy bay ném bom; họ phải bơi trong vùng biển đầy cá mập trong suốt 17 giờ trước khi được cứu vớt.
Tên của Maddox được cho rút khỏi danh sách Đăng bạ Hải quân vào ngày 19 tháng 8 năm 1943.

## Phần thưởng
Maddox được tặng thưởng hai Ngôi sao Chiến trận do thành tích phục vụ trong Thế Chiến II.